# Drift (schip)

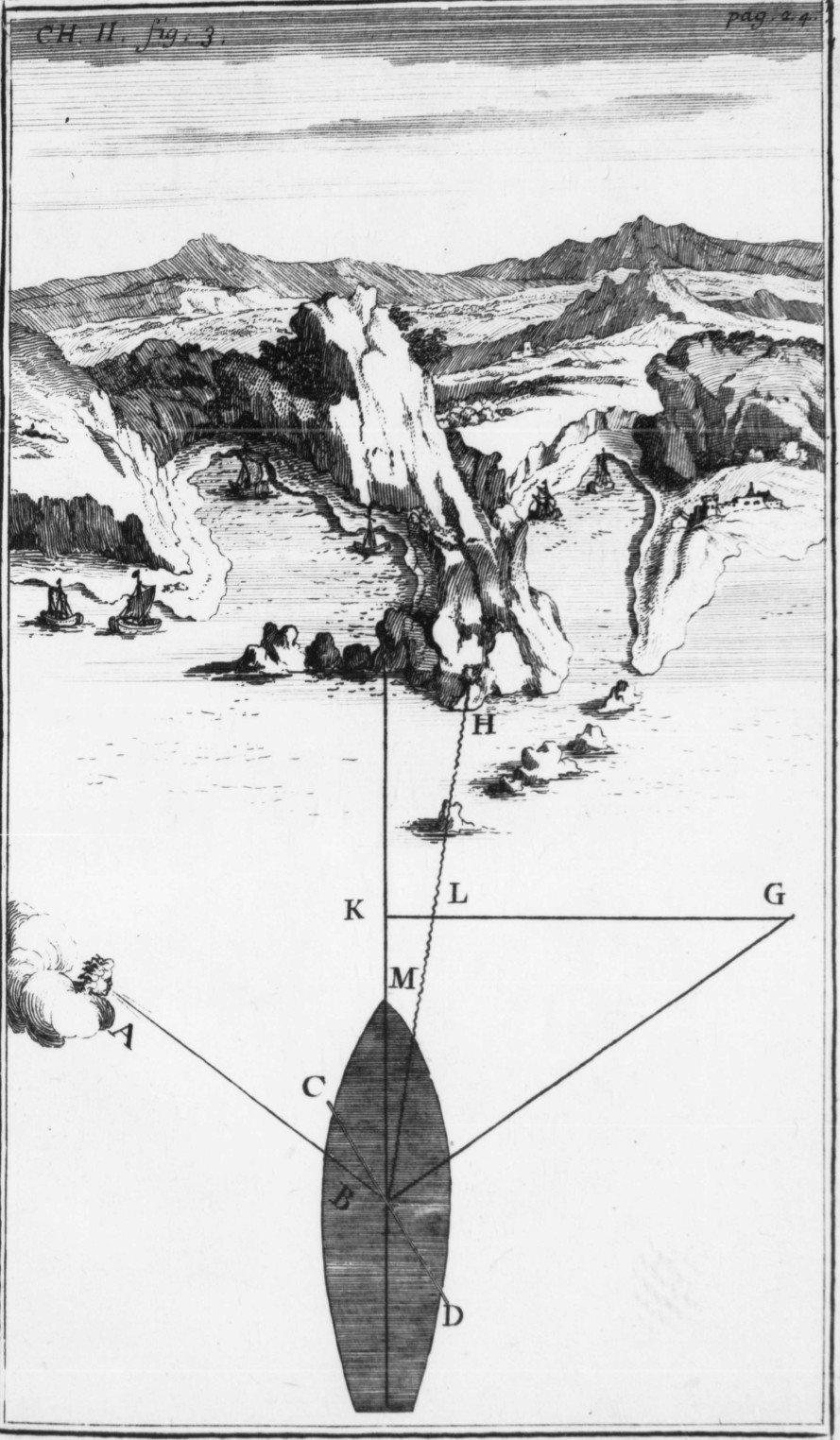
Drift volgens Renau in zijn Théorie de la manoeuvre des vaisseaux

Drift is het verzetten of verlijeren van een schip als gevolg van de wind. De behouden ware koers {\displaystyle BWK} is de horizontale hoek van het ware noorden tot aan de bewegingsrichting van het schip door het water. Het verschil tussen de ware koers {\displaystyle WK} en de behouden ware koers is de drifthoek:
{\displaystyle BWK=WK+drift}
Deze drifthoek kan maar voor een deel worden bepaald en wordt vaak geschat. Drift over stuurboord, waarbij de wind dus van bakboord, is positief, drift over bakboord is negatief.
Drift wordt veroorzaakt door de wind. Vooral bij grote schepen in ballast en zeilschepen kan de afwijking aanzienlijk zijn. Van de behouden ware koers komt men tot de grondkoers {\displaystyle GrK} door hier de stroomhoek {\displaystyle st} bij op te tellen:
{\displaystyle GrK=BWK+st}
Bij een onbestuurbaar geworden schip spreekt men ook van drift. Vliegtuigen hebben ook te maken met koersafwijking ten gevolge van de wind.

## Geschiedenis
De zeevaarder Bernard Renau d'Eliçagaray uit het Koninkrijk Navarra rekende in zijn Théorie de la manoeuvre des vaisseaux in 1689 aan de drift van een schip, maar hij maakte fouten in zijn berekeningen. Die waren aanleiding tot het eerste debat in de scheepsbouwkunde, tussen hem en Christiaan Huygens. Beiden hadden aanhangers en toen Huygens in 1695 overleed, werd het debat nog korte tijd door Jakob Bernoulli voortgezet. Daarna werd het bijna twintig jaar stil, tot Renau in 1712 Mémoire où est démontré un principe de la méchanique des liqueurs publiceerde. Dit was voor Johan Bernoulli aanleiding tot het publiceren van Essay d'une nouvelle theorie de la manoeuvre des vaisseaux in 1714, waarin hij zowel Renau als Huygens corrigeerde.
Het werk van Renau was een antwoord op de vraag van Lodewijk XIV in 1675 aan de Engelse scheepsbouwer Anthony Deane hoe het kon dat schepen tegen de wind in konden zeilen. Het was geïnspireerd op het in 1673 gepubliceerde La Statique, ou la Science de forces mouvantes van Ignace-Gaston Pardies.